# Coronation Chicken

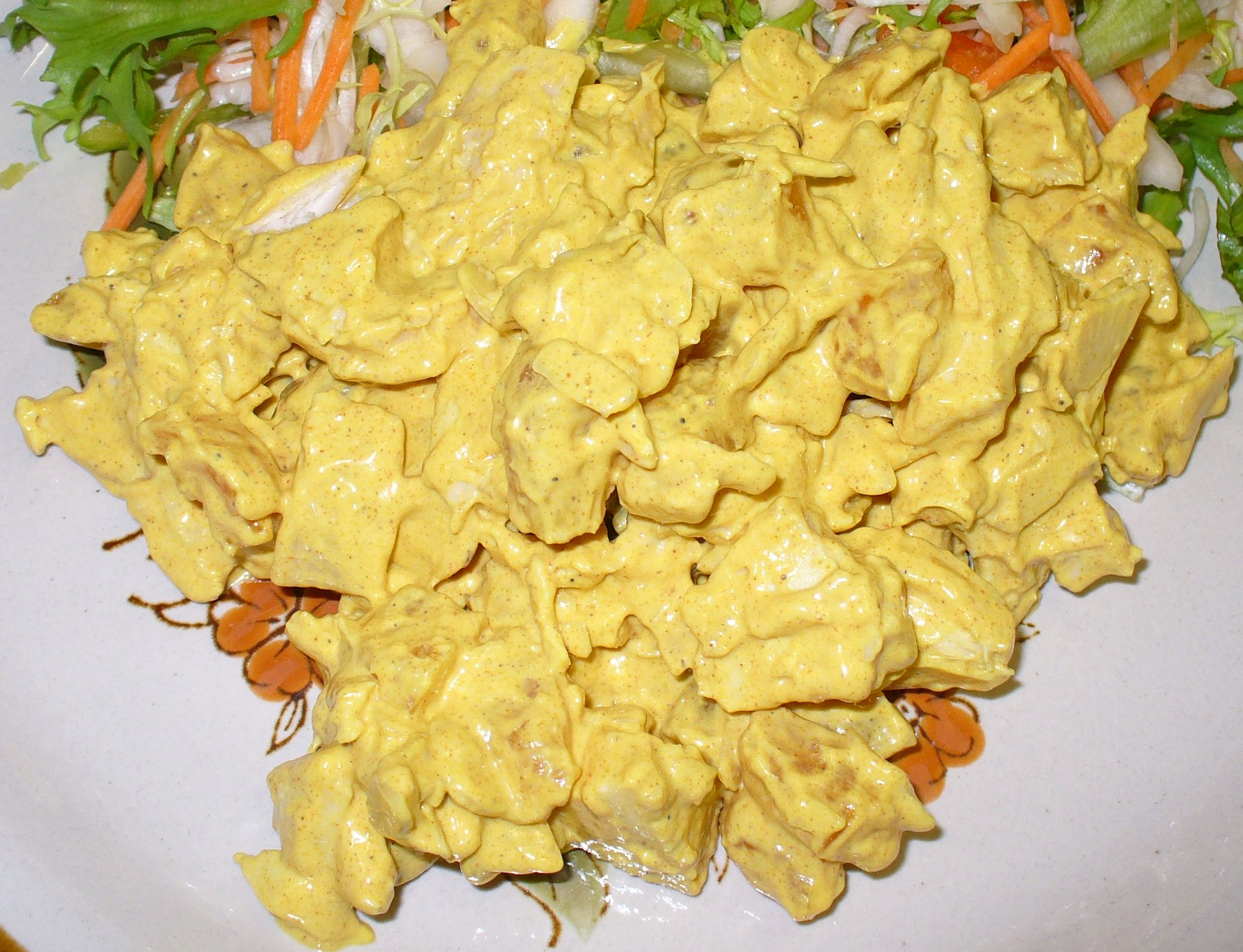
Moderne, einfache Variante des Coronation Chicken (auf Salat)

Coronation Chicken (deutsch „Krönungshühnchen“) ist ein britisches Geflügelgericht aus gekochtem kalten Hühnerfleisch, Mayonnaise und Currypulver. Die Küchenautorin Rosemary Hume entwarf es als poulet reine Elizabeth für das Krönungsbankett von Königin Elisabeth II. im Jahr 1953.

## Zubereitung
Im Originalrezept wird Hühnchen mit Petersilie, Thymian und Lorbeer, Pfeffer und Karotten aufgekocht und danach vom Knochen gelöst. Für das Dressing werden angebratene Zwiebeln mit Currypulver, Tomatenmark, Wasser und Rotwein gemischt, die dann mit Salz, Zucker, Pfeffer und Zitronensaft gewürzt werden. Die Würzmischung wiederum wird mit Mayonnaise, Püree aus getrockneten Aprikosen und etwas Schlagsahne vermengt.

## Geschichte
Das Gericht verwendete zum einen für die damalige Zeit exotische Zutaten und strahlte so den Hauch des Luxus aus. Für die Königin des Commonwealth verwendete es Zutaten aus dem ehemaligen Empire. Zugleich passte es sich in seinen Grundzutaten aus Huhn und Mayonnaise aber auch der noch nicht überwundenen Nachkriegskargheit an. Nachdem Constance Spry das Rezept in ihrem zusammen mit Rosemary Hume verfassten und erstmals 1956 erschienenen Millionenseller Cookery Book in Coronation Chicken umtaufte und beschrieb, wurde es eines der beliebtesten Rezepte der 1950er-Jahre. Coronation Chicken wurde sofort ein fester Bestandteil von Festivitäten, nahm in den folgenden Jahren einen starken Popularitätsaufschwung und ist laut dem Daily Telegraph der „Sommersalat par excellence“.

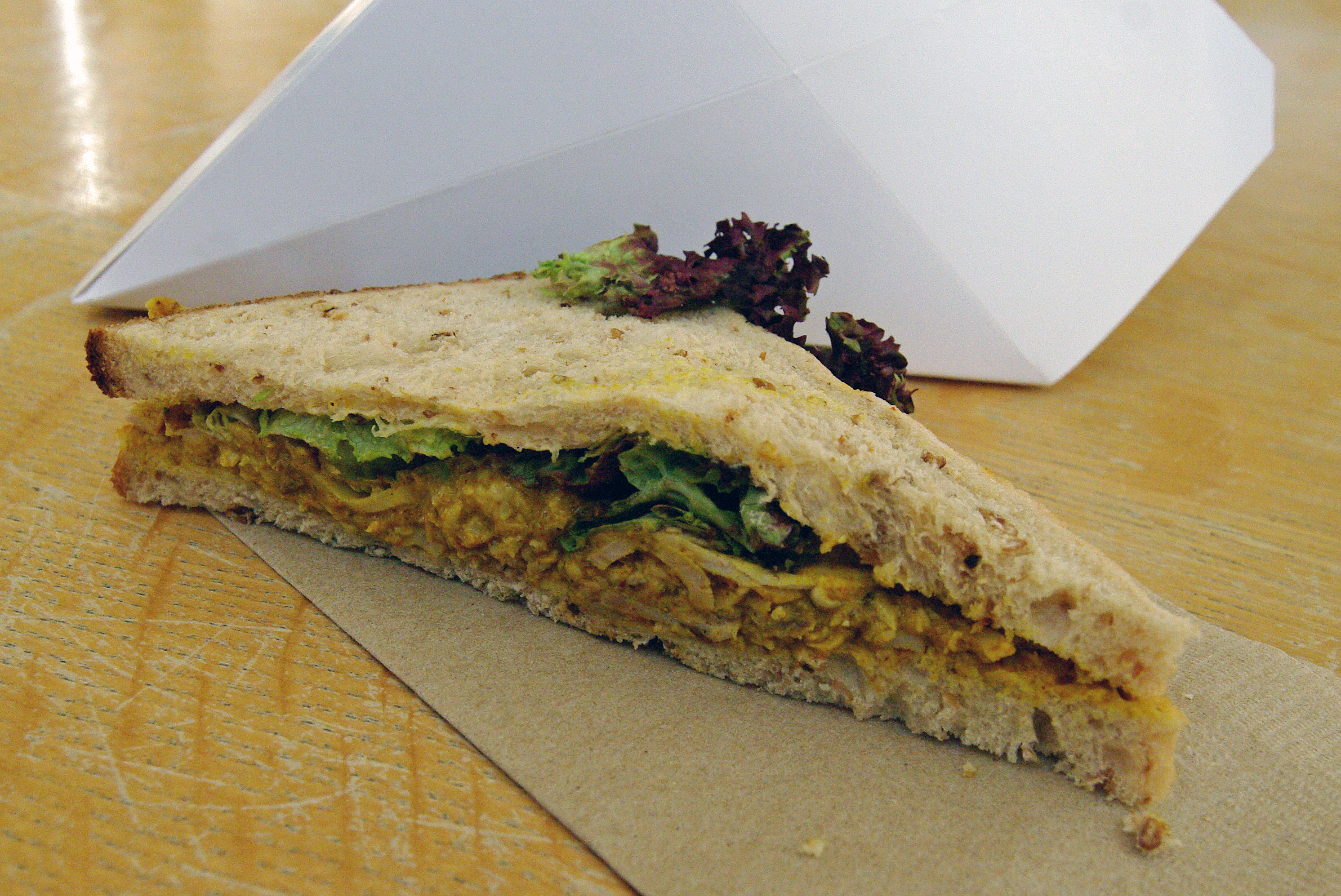
Fertig gekauftes Sandwich mit Coronation Chicken

Coronation Chicken geriet in den darauffolgenden Jahrzehnten wieder stark aus der Mode und dient vor allem als Füllung für fertig gekaufte Sandwiches. Laut dem Oxford Companion to Food hat es sich als überraschend persistent erwiesen. Wenn es auch nicht zur hohen Küche gehört, taucht es doch immer wieder auf. In der heutigen Alltagsvariante besteht es laut dem Guardian meist aus gekochtem, kalten Hühnerfleisch, das mit „einer Tunke aus Mayonnaise und Currypulver“ gemischt wird. Der Telegraph sieht es als „typischen ekligen Sandwichbelag“, der in dieser Form auch noch Sultaninen enthalte.
Der Kulturhistoriker Joe Moran bezeichnete Coronation Chicken als erstes „TV Dinner“. Die frühen 1950er-Jahre brachten den Durchbruch des Fernsehens in Großbritannien. Allein im Jahr 1953 wurden mehr als eine Million Fernsehgeräte verkauft. Fernsehbesitzer und -zuschauer benötigten ein Gericht, das weitgehend im Vorfeld zubereitet werden konnte und sich unkonzentriert allein mit der Gabel essen ließ.
Als Neuauflage des Hühnchengerichtes entwarfen britische Köche anlässlich des goldenen Thronjubiläums (Golden Jubilee) von Königin Elisabeth II. im Jahr 2002 das Jubilee Chicken.